# Cynara aurantiaca
Cynara aurantiaca là một loài thực vật có hoa trong họ Cúc. Loài này được Post mô tả khoa học đầu tiên.